# Grande Prêmio da Bélgica de 1986
Resultados do Grande Prêmio da Bélgica de Fórmula 1 realizado em Spa-Francorchamps em 25 de maio de 1986. Quinta etapa do campeonato, foi vencido pelo britânico Nigel Mansell, da Williams-Honda, com Ayrton Senna em segundo pela Lotus-Renault e Stefan Johansson em terceiro pela Ferrari.

## Classificação

### Treinos oficiais
| Pos.    | N.º | Piloto             | Construtor             | Q1       | Q2       | Grid     |
| ------- | --- | ------------------ | ---------------------- | -------- | -------- | -------- |
| 1       | 6   | Nelson Piquet      | Williams-Honda         | 1:54.637 | 1:54.331 | —        |
| 2       | 20  | Gerhard Berger     | Benetton-BMW           | 1:54.468 | 1:54.939 | + 0.137  |
| 3       | 1   | Alain Prost        | McLaren-TAG/Porsche    | 1:55.039 | 1:54.501 | + 0.170  |
| 4       | 12  | Ayrton Senna       | Lotus-Renault          | 1:55.776 | 1:54.576 | + 0.245  |
| 5       | 5   | Nigel Mansell      | Williams-Honda         | 1:55.345 | 1:54.582 | + 0.251  |
| 6       | 19  | Teo Fabi           | Benetton-BMW           | 1:57.440 | 1:54.765 | + 0.434  |
| 7       | 25  | René Arnoux        | Ligier-Renault         | 1:57.269 | 1:55.576 | + 1.245  |
| 8       | 2   | Keke Rosberg       | McLaren-TAG/Porsche    | 1:56.534 | 1:55.662 | + 1.331  |
| 9       | 27  | Michele Alboreto   | Ferrari                | 1:56.294 | 1:56.242 | + 1.911  |
| 10      | 16  | Patrick Tambay     | Haas Lola-Ford         | 1:58.574 | 1:56.309 | + 1.978  |
| 11      | 28  | Stefan Johansson   | Ferrari                | 1:57.697 | 1:56.496 | + 2.165  |
| 12      | 3   | Martin Brundle     | Tyrrell-Renault        | 1:57.797 | 1:56.537 | + 2.206  |
| 13      | 11  | Johnny Dumfries    | Lotus-Renault          | 1:58.619 | 1:57.462 | + 3.131  |
| 14      | 18  | Thierry Boutsen    | Arrows-BMW             | 1:57.918 | 1:57.612 | + 3.281  |
| 15      | 7   | Riccardo Patrese   | Brabham-BMW            | 2:00.357 | 1:57.612 | + 3.281  |
| 16      | 15  | Alan Jones         | Haas Lola-Ford         | 1:59.180 | 1:57.815 | + 3.484  |
| 17      | 26  | Jacques Laffite    | Ligier-Renault         | 1:58.238 | 2:27.817 | + 3.907  |
| 18      | 4   | Philippe Streiff   | Tyrrell-Renault        | 1:59.347 | 1:58.603 | + 4.272  |
| 19      | 23  | Andrea de Cesaris  | Minardi-Motori Moderni | 2:00.984 | 1:59.960 | + 5.629  |
| 20      | 14  | Jonathan Palmer    | Zakspeed               | 2:02.307 | 2:00.148 | + 5.817  |
| 21      | 17  | Marc Surer         | Arrows-BMW             | 2:01.320 | 2:01.415 | + 4.661  |
| 22      | 24  | Alessandro Nannini | Minardi-Motori Moderni | 2:01.528 | 2:01.354 | + 7.023  |
| 23      | 29  | Huub Rothengatter  | Zakspeed               | 2:06.006 | 2:03.842 | + 9.511  |
| 24      | 21  | Piercarlo Ghinzani | Osella-Alfa Romeo      | 2:05.092 | 3:38.767 | + 10.761 |
| 25      | 22  | Christian Danner   | Osella-Alfa Romeo      | 2:09.465 | 2:06.219 | + 11.888 |
| Fontes: |     |                    |                        |          |          |          |

### Corrida
| Pos.    | Nº | Piloto             | Construtor             | Voltas | Tempo/Diferença | Grid | Pontos |
| ------- | -- | ------------------ | ---------------------- | ------ | --------------- | ---- | ------ |
| 1       | 5  | Nigel Mansell      | Williams-Honda         | 43     | 1:27:57.925     | 5    | 9      |
| 2       | 12 | Ayrton Senna       | Lotus-Renault          | 43     | + 19.827        | 4    | 6      |
| 3       | 28 | Stefan Johansson   | Ferrari                | 43     | + 26.592        | 11   | 4      |
| 4       | 27 | Michele Alboreto   | Ferrari                | 43     | + 29.634        | 9    | 3      |
| 5       | 26 | Jacques Laffite    | Ligier-Renault         | 43     | + 1:10.690      | 17   | 2      |
| 6       | 1  | Alain Prost        | McLaren-TAG/Porsche    | 43     | + 2:17.772      | 3    | 1      |
| 7       | 19 | Teo Fabi           | Benetton-BMW           | 42     | + 1 volta       | 6    |        |
| 8       | 7  | Riccardo Patrese   | Brabham-BMW            | 42     | + 1 volta       | 15   |        |
| 9       | 17 | Marc Surer         | Arrows-BMW             | 41     | + 2 voltas      | 21   |        |
| 10      | 20 | Gerhard Berger     | Benetton-BMW           | 41     | + 2 voltas      | 2    |        |
| 11      | 15 | Alan Jones         | Haas Lola-Ford         | 40     | Pane seca       | 16   |        |
| 12      | 4  | Philippe Streiff   | Tyrrell-Renault        | 40     | + 3 voltas      | 18   |        |
| 13      | 14 | Jonathan Palmer    | Zakspeed               | 37     | + 6 voltas      | 20   |        |
| Ret     | 23 | Andrea de Cesaris  | Minardi-Motori Moderni | 35     | Pane seca       | 19   |        |
| Ret     | 29 | Huub Rothengatter  | Zakspeed               | 25     | Pane seca       | 23   |        |
| Ret     | 3  | Martin Brundle     | Tyrrell-Renault        | 25     | Câmbio          | 12   |        |
| Ret     | 24 | Alessandro Nannini | Minardi-Motori Moderni | 24     | Câmbio          | 22   |        |
| Ret     | 25 | René Arnoux        | Ligier-Renault         | 23     | Motor           | 7    |        |
| Ret     | 6  | Nelson Piquet      | Williams-Honda         | 16     | Turbo           | 1    |        |
| Ret     | 18 | Thierry Boutsen    | Arrows-BMW             | 7      | Pane seca       | 14   |        |
| Ret     | 11 | Johnny Dumfries    | Lotus-Renault          | 7      | Spun Off        | 13   |        |
| Ret     | 2  | Keke Rosberg       | McLaren-TAG/Porsche    | 6      | Motor           | 8    |        |
| Ret     | 21 | Piercarlo Ghinzani | Osella-Alfa Romeo      | 3      | Motor           | 24   |        |
| Ret     | 22 | Christian Danner   | Osella-Alfa Romeo      | 2      | Motor           | 25   |        |
| Ret     | 16 | Patrick Tambay     | Haas Lola-Ford         | 0      | Acidente        | 10   |        |
| Fontes: |    |                    |                        |        |                 |      |        |

## Tabela do campeonato após a corrida
| Pos.    | Piloto        | Pontos |
| ------- | ------------- | ------ |
| 1       | Ayrton Senna  | 25     |
| 2       | Alain Prost   | 23     |
| 3       | Nigel Mansell | 18     |
| 4       | Nelson Piquet | 15     |
| 5       | Keke Rosberg  | 11     |
| Fontes: |               |        |

| Pos.    | Construtor          | Pontos |
| ------- | ------------------- | ------ |
| 1       | McLaren-TAG/Porsche | 34     |
| 2       | Williams-Honda      | 33     |
| 3       | Lotus-Renault       | 25     |
| 4       | Ligier-Renault      | 12     |
| 5       | Ferrari             | 10     |
| Fontes: |                     |        |

- Nota: Somente as primeiras cinco posições estão listadas. Entre 1981 e 1990 cada piloto podia computar onze resultados válidos por temporada não havendo descartes no mundial de construtores.